# Starling Marte
Starling Javier Marte (ur. 9 października 1988) – dominikański baseballista występujący na pozycji lewozapolowego w New York Mets.

## Przebieg kariery
W styczniu 2007 podpisał kontrakt jako wolny agent z Pittsburgh Pirates i początkowo grał w klubach farmerskich tego zespołu, między innymi w Indianapolis Indians, reprezentującym poziom Triple-A. W Major League Baseball zadebiutował 26 lipca 2012 w meczu przeciwko Houston Astros, w którym zdobył home runa po pierwszym w spotkaniu narzucie przez miotacza Dallasa Keuchela. Został trzecim zawodnikiem w historii klubu i pierwszym od 1961, który dokonał tego w swoim pierwszym podejściu do odbicia i pierwszym od 1922, który dokonał tego po pierwszym narzucie w meczu.
W marcu 2014 podpisał z Pirates nowy, sześcioletni kontrakt wart 31 milionów dolarów. W 2015 został wyróżniony spośród lewozapolowych, otrzymując Złotą Rękawicę. 9 lipca 2016 został powołany do NL All-Star Team w miejsce kontuzjowanego Yoenisa Céspedesa.

## Nagrody i wyróżnienia
| Nagroda/wyróżnienie  | Lata       | Źródło      |
| 2× All-Star          | 2016, 2022 | [ 7 ]       |
| 2× Gold Glove Award  | 2015, 2016 | [ 1 ] [ 6 ] |
| Fielding Bible Award | 2015       | [ 8 ]       |